# Parlamentní volby v Bulharsku 1894

Obsazení tehdejšího parlamentu

Parlamentní volby se konaly 23. září 1894. Volební účast byla neobvykle vysoká.[zdroj?]

## Volební výsledky
| Strana                           | Mandáty |
| -------------------------------- | ------- |
| Lidová strana                    | 87      |
| Liberální strana (Radoslavitská) | 27      |
| Unionisté                        | 27      |
| Progresivní liberální strana     | 8       |
| Liberální strana                 | 3       |
| Ostatní                          | 15      |
| celkem                           | 167     |